# Лаубен (Унтеральгой)
Лаубен (нім. Lauben) — громада в Німеччині, знаходиться в землі Баварія. Підпорядковується адміністративному округу Швабія. Входить до складу району Унтеральгой. Складова частина об'єднання громад Еркгайм.
Площа — 18,38 км2. Населення становить 1370 ос. (станом на 31 грудня 2020).